# Poggio Talamonaccio
Le Poggio Talamonaccio est un promontoire situé dans la province de Grosseto, dans la commune d'Orbetello, au sud-est des localités de Fonteblanda et de Talamone. Il forme la limite sud-est du golfe de Talamone.

## Géographie
Le promontoire est constitué du relief principal de Poggio Talamonaccio, qui atteint 106 m d'altitude, dont la dénomination a également été étendue au plus petit pic, qui lui est relié, qui ferme la plage de Bengodi au sud. Au sommet du promontoire se dresse la tour de Talamonaccio, une tour côtière qui tire son nom de l'endroit où elle se trouve. Les versants sud du promontoire descendent vers le dernier tronçon du torrent Osa, dont ils délimitent la rive nord droite près de l'embouchure de l'estuaire, au-delà de laquelle commence la longue plage d'Osa.
Le relief est principalement caractérisé par une végétation arbustive, typique du maquis méditerranéen et de la garrigue le long du versant face à la mer, tandis que les rives opposées près du fleuve présentent des éléments plus luxuriants.

## Archéologie
Le village primitif de Talamone était situé sur le promontoire à l'époque étrusque-romaine, également équipé d'un port. 
L'ancien temple de Talamone de l'époque étrusque d'où provient le célèbre fronton du temple de Talamone était situé dans cette zone.

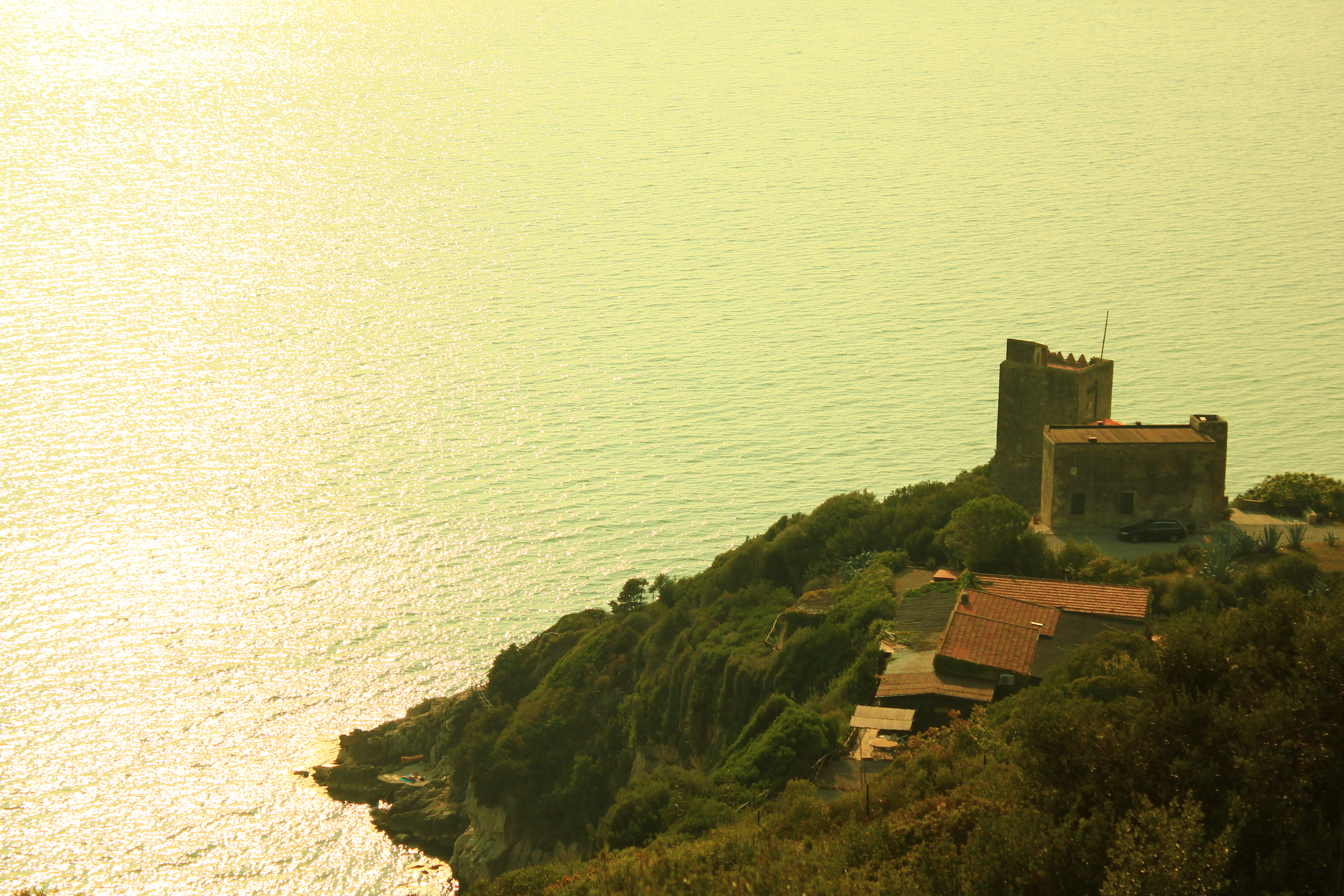
Tour de Talamonaccio.
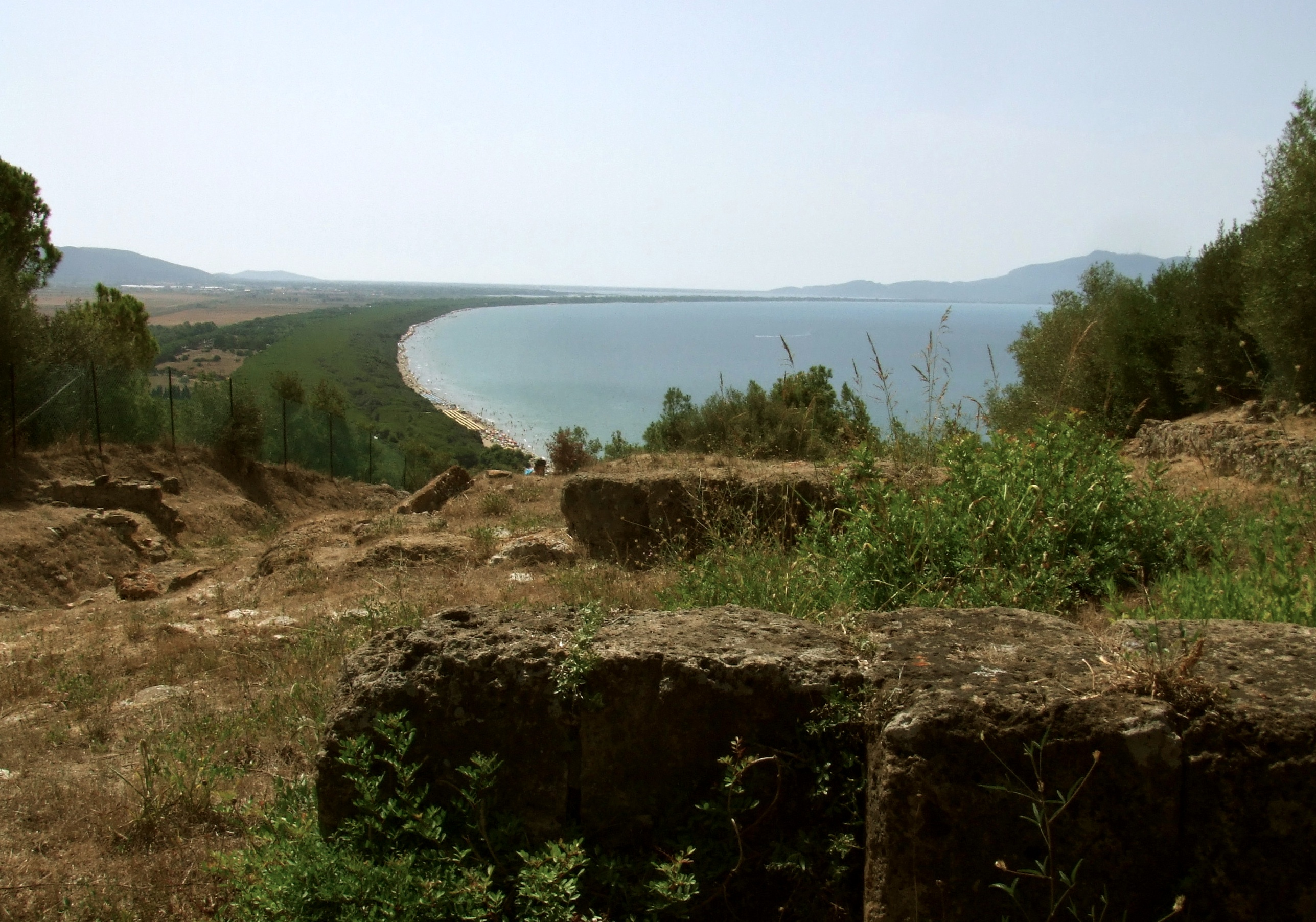
Lieu du temple étrusque.
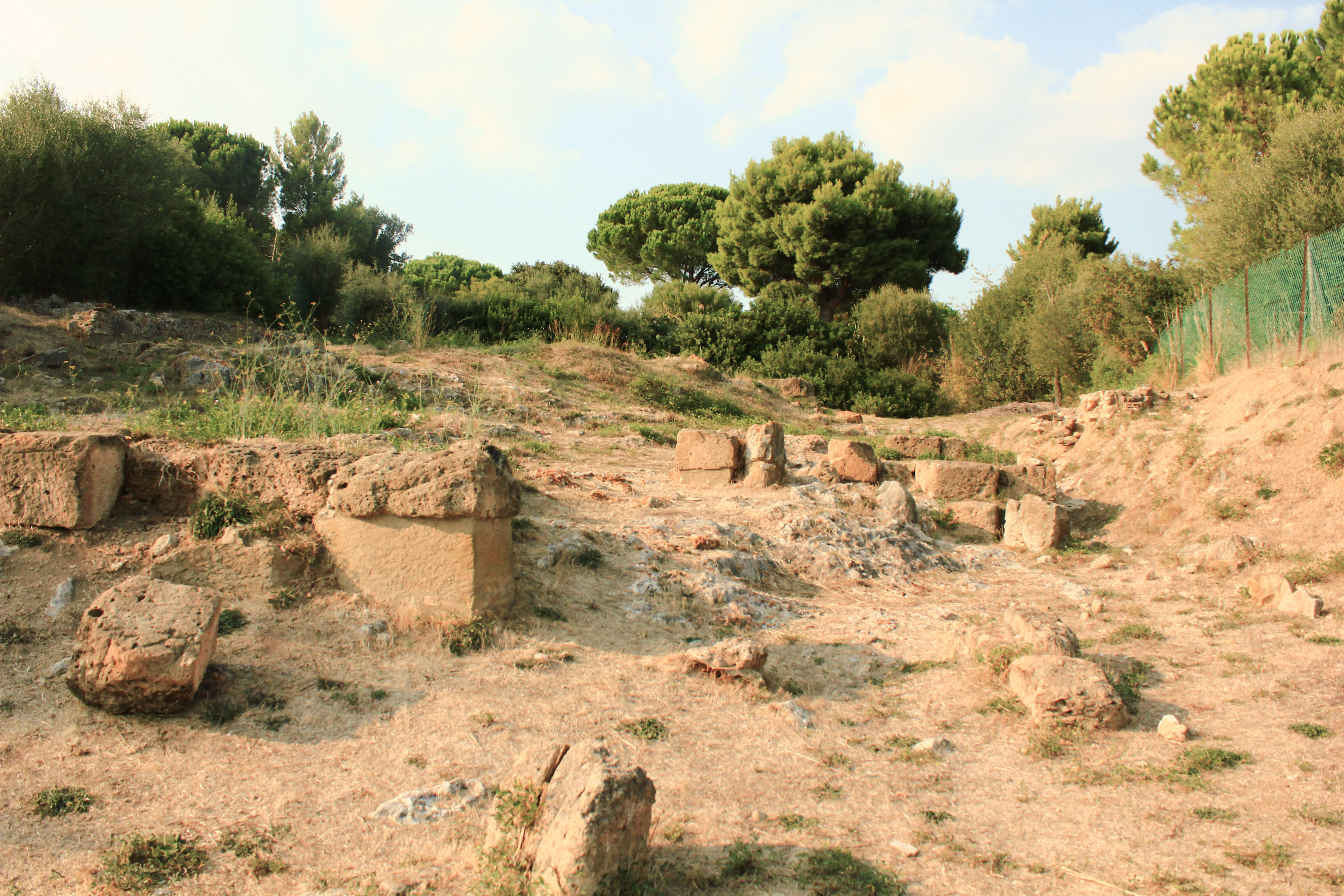
Vestige du temple étrusque.